# 夏至草
夏至草（学名：Lagopsis supina）为唇形科夏至草属下的一个种，也是路邊的雜草。 主要分佈於黑龙江，吉林，辽宁，内蒙古，河北，河南，山西，山东，浙江，江苏，安徽，湖北，陕西，甘肃，新疆，青海，四川，贵州，云南等地。